# Боббі Шмерда
Боббі Шмерда (справжнє ім'я: Еквілл Джин Поллард) — американський репер з Брукліна, підписант Epic Records. Став відомим завдяки танцю Shmoney, що став вірусним після виходу кліпу «Hot Nigga». Трек посів 6-ту сходинку Billboard Hot 100. Свої ремікси записали безліч виконавців, серед них Lil' Kim, French Montana, Juicy J, Gunplay.

## Ранні роки
Шмерда народився у Флориді. Має старшого брата. Батько — ямаєць, мати — з Тринідаду й Тобаго. Після того, як батька заґратували, родина переїхала до Брукліна, Нью-Йорк, і оселилася в районі Іст-Флетбуш.

## Кар'єра
Шмерда почав читати реп у 10 років. Перша реміксована пісня: «Knuck If You Buck» Crime Mob (2004). Став відомим 2014 року з виходом пісні «Hot Nigga». Трек записано на біт, раніше використаний Ллойдом Бенксом на «Jackpot». Танок Shmoney став популярним серед користувачів Vine і став мемом. У липні 2014 уклав контракт з Epic Records.

## Проблеми із законом
Боббі провів 15 місяців в ув'язненні за порушення випробувального терміну. Влітку 2014 Полларда затримали за звинуваченням у незаконному володінні зброєю. За словами полісменів, вони побачили через вікно, як той показував друзям пістолет. Під час перевірки Шмерда спробував заховати його в дивані. Репера звільнили під заставу в $10 тис. У жовтні Боббі заарештували за володіння марихуаною.
17 грудня 2014 вранці поліція Нью-Йорка затримала Полларда й більше десятка інших членів GS9 (зокрема його брата Джавеса та Rowdy Rebel) у Quad Studios після тривалого розслідування торгівлі наркотиками й стрілянини у Брукліні. Правоохоронці вилучили 21 одиницю вогнепальної зброї. Реперу призначили заставу у розмірі $2 млн. Полларда звинувачують у злочинній змові, необачливому підданні небезпеці, незаконному володінні зброєю та незаконному використанні речей для вживання наркотиків. Наступне засідання призначено на 5 жовтня. Репер досі перебуває за ґратами.

## Дискографія

### Міні-альбоми
| Назва             | Деталі альбому                                                              | Найвищі чартові позиції | Найвищі чартові позиції | Найвищі чартові позиції | Найвищі чартові позиції |
| Назва             | Деталі альбому                                                              | US                      | US R&B                  | US Rap                  |                         |
| ----------------- | --------------------------------------------------------------------------- | ----------------------- | ----------------------- | ----------------------- | ----------------------- |
| Shmurda She Wrote | - Випущений: 10 листопада 2014 - Лейбл: Epic - Формат: Цифрове завантаження | 79                      | 7                       | 5                       |                         |

### Сингли
| «Hot Nigga»                                                            | 2014 | 6  | 1  | 1  | 34 | 161 | 74 | - RIAA: Платиновий | Shmurda She Wrote |
| «Bobby Bitch»                                                          | 2014 | 92 | 25 | 21 | —  | —   | —  |                    | Shmurda She Wrote |
| «—» означає, що запис не потрапив до чарту чи не був виданий у країні. |      |    |    |    |    |     |    |                    |                   |

### Гостьові появи
- 2014: «Block Boy» (Foolie tha Prince з участю Bobby Shmurda та Gusto tha Animal)
- 2014: «Bodies» (Chinx Drugz з уч. Bobby Shmurda та Rowdy Rebel)
- 2014: «Celebration» (Shy Glizzy з уч. Bobby Shmurda)
- 2014: «Hit Em Hard» (The Game з уч. Bobby Shmurda, Freddie Gibbs та Skeme)
- 2014: «How Can I Lose» (YT Triz з уч. Bobby Shmurda)
- 2014: «On My Way» (Rich the Kid з уч. Bobby Shmurda та Rowdy Rebel)
- 2015: «Shmoney Never Stop» (Migos з уч. Bobby Shmurda та Rowdy Rebel)
- 2016: «24 Hours» (Rowdy Rebel з уч. Bobby Shmurda, TeeFlii та Ty Dolla $ign)
- 2016: «All About Her Shmoney» (Rowdy Rebel з уч. Bobby Shmurda)
- 2016: «Right Now» (Rowdy Rebel з уч. Bobby Shmurda та French Montana)